# Giuseppe Bagutti
Pour les articles homonymes, voir Bagutti.
Giuseppe Bagutti, né le 15 décembre 1776 à Rovio, au Tessin, mort le 23 août 1837 à Milan, est un prêtre et pédagogue d’origine helvétique ayant œuvré dans le nord de l’Italie.

## Biographie
Fils du peintre Giovanni Battista Bagutti, Giuseppe reçoit sa première formation à Rovio, puis étudie la théologie au séminaire à Côme. Ordonné prêtre en 1799, il est envoyé à Cassano d'Adda et commence à y enseigner. Par la suite, on le retrouve à Milan où, en 1819, il dirige la première école lombarde d'enseignement mutuel. La même année, il visite plusieurs établissements du même genre en Suisse et est impressionné par l’autorité du père Grégoire Girard, dont il adopte les théories selon un essai publié en 1820. Les écoles mutuelles sont cependant fermées très tôt en Lombardie (1821). Bagutti dirige dès lors l'institut des sourds-muets de Milan et publie de nouveaux ouvrages pédagogiques.